# 61 Большой Медведицы
61 Большой Медведицы (61 Ursae Majoris) — звезда, которая находится в созвездии Большая Медведица на расстоянии около 31 светового года от Солнечной системы.

## Характеристики
Звезда представляет собой жёлтый карлик спектрального класса G8V, лежащий на главной последовательности. Звезда несколько меньше и легче Солнца и едва видима невооружённым взглядом. Звезда достаточно молода — хромосферная активность указывает, что её возраст порядка 0,5 млрд лет, однако, ни протопланетного диска, ни планет юпитерианской массы пока не обнаружено.

## Ближайшее окружение звезды
Следующие звёздные системы находятся на расстоянии в пределах 10 световых лет от 61 Большой Медведицы:
| Звезда         | Спектральный класс | Расстояние, св. лет |
| Грумбридж 1830 | G8 VIp             | 2,6                 |
| BD+36 2219     | M1 Ve / ?          | 3,4                 |
| Алула Южная    | F8,5-G0 Ve / M3 V? | 4,7                 |
| AC+27 28217    | M3,5 V             | 4,8                 |
| GJ 1138        | M V                | 6,2                 |
| Росс 1003      | M3,5-5 V           | 6,2                 |
| GJ 1134        | M V                | 7,9                 |
| G 122-49       | M V                | 8,5                 |
| WD 1126+185    | DC8 /VII           | 8,7                 |
| BD+31 2240     | K8 V / M2 V        | 9,0                 |
| G 119-62       | M4 V               | 9,5                 |

## Массовая культура
- Система 61 Большой Медведицы является домашним миром котоподобной расы (англ. cat-like alien) кзинти (англ. Kzinti) в цикле произведений Ларри Нивена «Известный космос».
- Во вселенной Mass Effect в системе 61 Большой Медведицы существует колония людей.